# لندستاد (ویسکانسین)
لندستاد (به انگلیسی: Landstad) یک منطقهٔ مسکونی در ایالات متحده آمریکا است که در شهرستان شاوانو، ویسکانسین واقع شده‌است. لندستاد ۲۵۶٫۰۴ متر بالاتر از سطح دریا واقع شده‌است.